# Paropsimelina
Paropsimelina is een geslacht van kevers uit de familie bladkevers (Chrysomelidae).
De wetenschappelijke naam van het geslacht werd in 2005 gepubliceerd door Daccordi.

## Soorten
- Paropsimelina alessandrae Daccordi, 2005